# Peñalver (San Fernando)
Pour les articles homonymes, voir Penalver.
Peñalver est l'une des quatre paroisses civiles de la municipalité de San Fernando dans l'État d'Apure au Venezuela. Sa capitale est Arichuna.

## Géographie

### Démographie
Hormis sa capitale Arichuna, la paroisse civile possède plusieurs localités dont :
- Arichuna
- El Caral
- El Dragal
  - El Dragal Norte
  - El Dragal Sur
- El Encantico
- El Encanto
- El Mamón
- El Santero
- La Busca
- La Ildefonsera
- Los Cocos
- Los Indios
- Manatí
- Médano de Manaticito
- Norato
- Palmarito (Peñalver)Palmarito